# Langkapselsterretje
Langkapselsterretje (Tortula subulata) is een soort uit de kleimosfamilie (Pottiaceae).

## Determinatie
Individuele planten worden tot 3 cm hoog, waarbij de onderste oude delen vaak bruinachtig van kleur zijn. De bladvorm kan variëren van langwerpig tongvormig tot lancetvormig. Individuele  bladeren kunnen tot 3 cm lang worden. De laminacellen zijn tussen 15–24 µm lang en 14–22 µm breed. De antheridiën en archegoniën van dit mos bevinden zich op verschillende takken van dezelfde plant (autoecious).
Door het zeer lange sporenkapsel is langkapselsterretje nauwelijks met een ander mos te verwarren. Bij niet kapselend materiaal geeft de bladzoom uitsluitsel. De volwassenheid van de sporen vindt plaats in het voorjaar.

## Ecologie
Langkapselsterretje leeft op kalkarme, maar vaak basenrijke, voedselrijke, droge tot frisse standplaatsen in de halfschaduw en groeit op open grond, langs bermen, op boomvoeten, op bovengrondse rotsen en op andere planten epifytisch op loofbomen of zelden rotsen.

### Syntaxonomie
Langkapselsterretje staat te boek als kensoort voor de associatie van oranjesteeltje en langkapselsterretje (Tortello-Bryoerythrophylletum).

## Verspreiding
Langkapselsterretje kent een kosmopolitische verspreiding. In Nederland is de soort zeldzaam en staat het op de rode lijst in de categorie 'Bedreigd'. Ze heeft alhier een zeer duidelijk zwaartepunt in de duinen.

## Fotogalerij

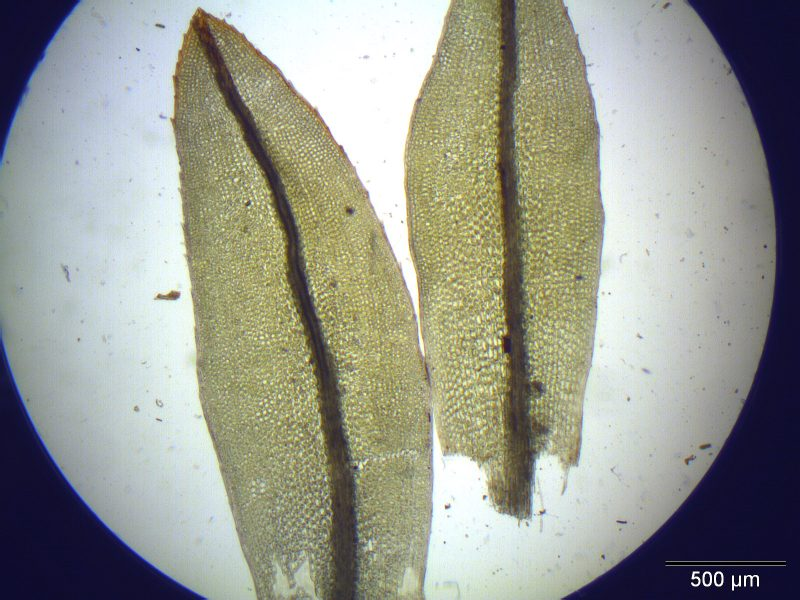
Bladeren
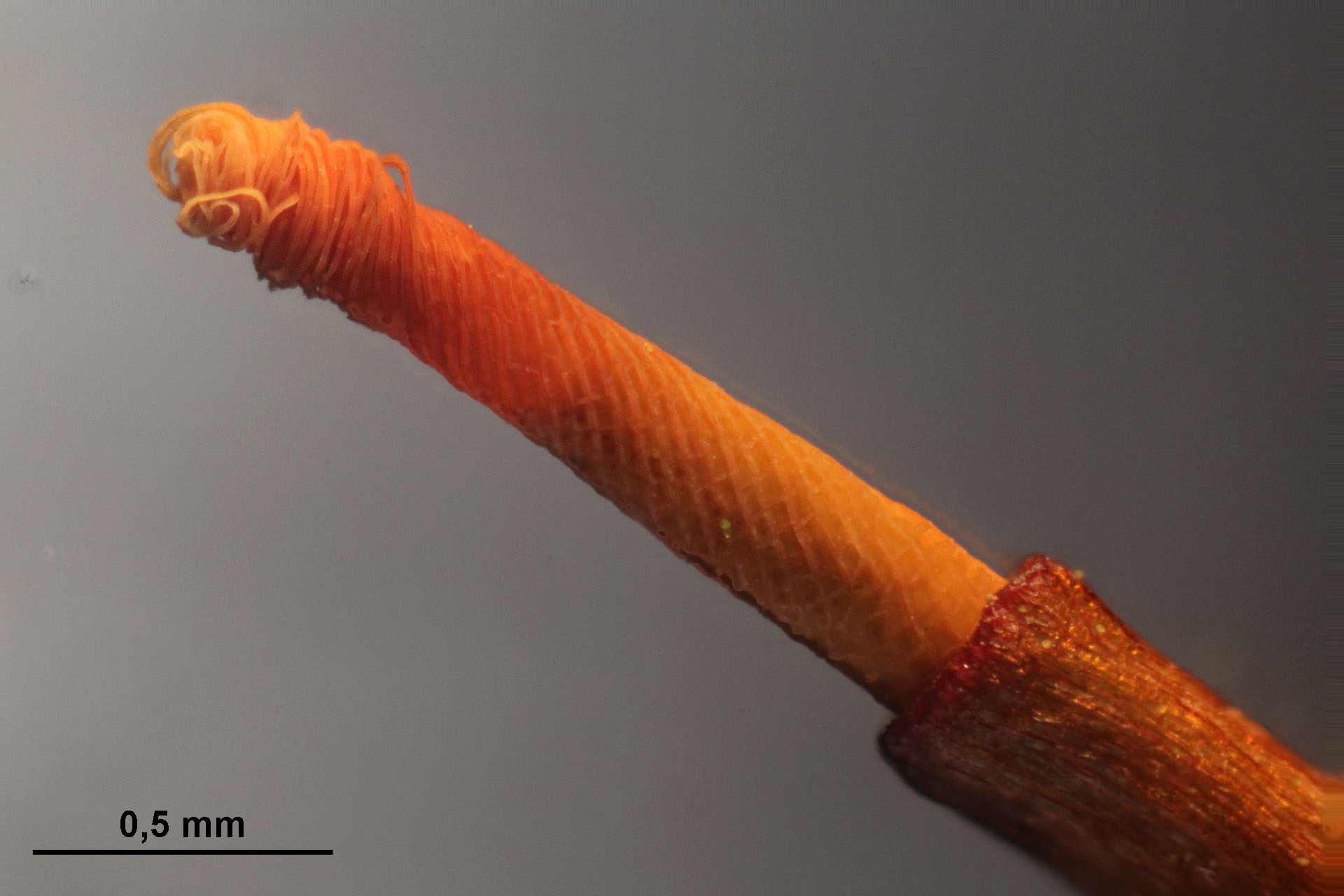
Peristoom
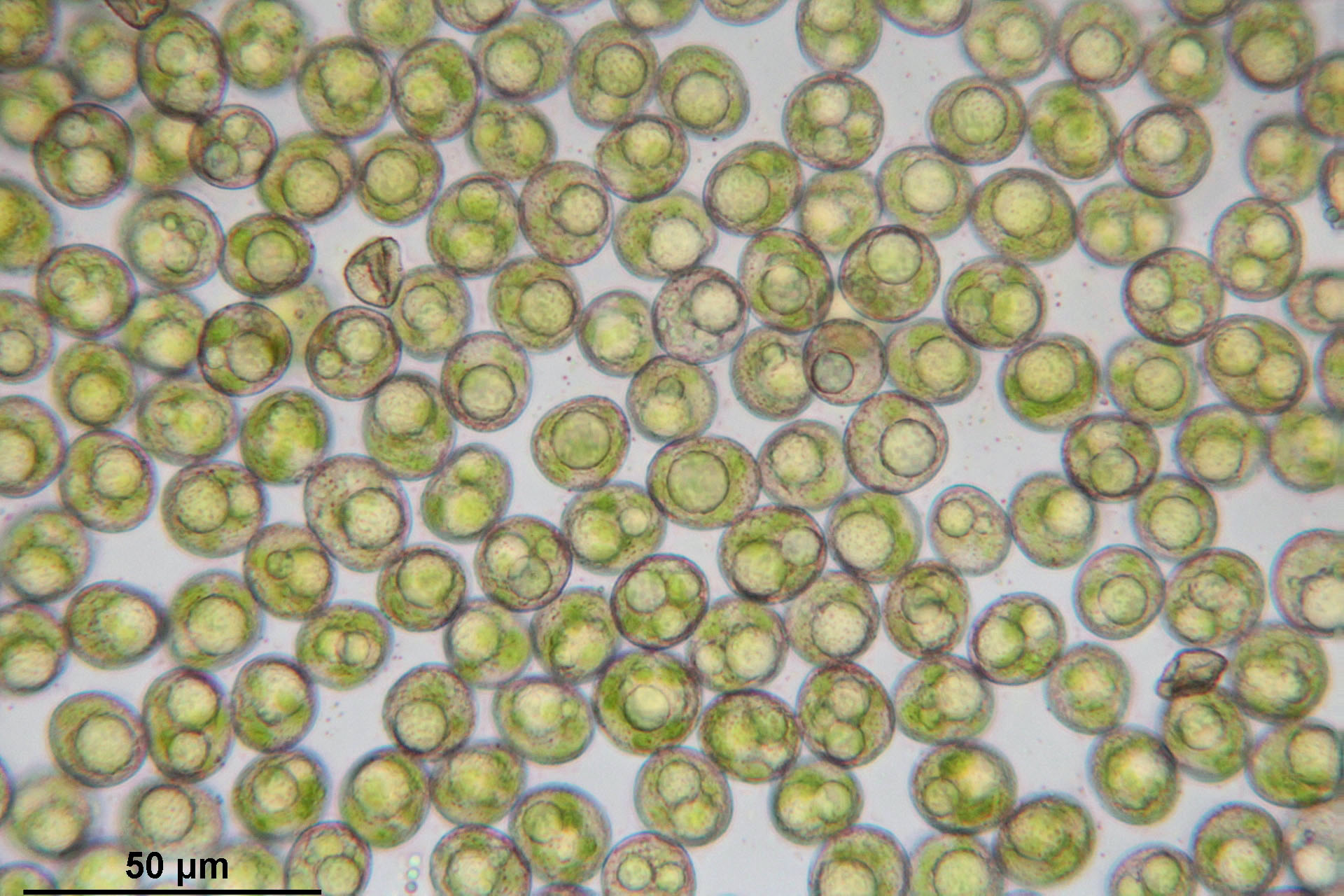
Sporen